# 공공외교
공공외교(Public Diplomacy)는 외국 국민들과의 직접적인 소통을 통해 자국의 역사, 전통, 문화, 예술, 가치, 정책, 비전 등에 대한 공감대를 확산하고 신뢰를 확보함으로써 외교관계를 증진시키고, 자국의 국가이미지와 국가브랜드를 높여 국제사회에서 자국의 영향력을 높이는 외교활동을 말한다. 민간외교, 도시외교는 공공외교의 하위 개념이다.

## 설명
공공외교는 국제 관계에서 광범위하게 말하면, 국가의 전략적 목표에 대한 지원을 구축할 목적으로 정보를 제공하고 영향력을 행사할 수 있는 대화를 구축하기 위해 외국 대중과 직접 소통하는 것을 목표로 하는 정부 후원의 다양한 노력 중 하나이다. 여기에는 선전 (사회학)도 포함된다. 20세기에 들어 국제질서가 변하면서 공공외교의 관행도 변했다. 실무자들은 개인적인 접촉과 미디어 인터뷰부터 인터넷과 교육 교류에 이르기까지 다양한 도구와 방법을 사용한다.

## 같이 보기
- 영국 문화원
- 독일 문화원
- 대한민국의 공공외교